# Proceso de destitución de Shirani Bandaranayake

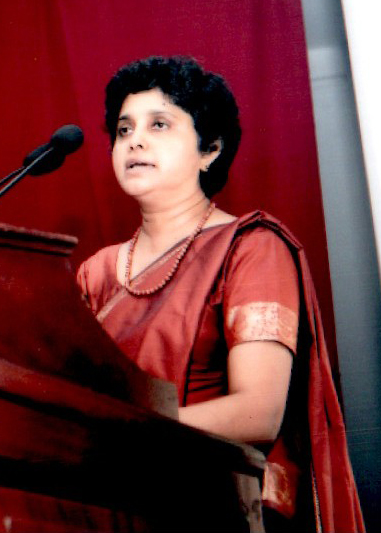
Shirani Bandaranayake.

La Presidenta del Tribunal Supremo Shirani Bandaranayake de Sri Lanka fue destituida por el Parlamento y luego destituida de su cargo por el presidente Mahinda Rajapaksa, en enero de 2013. Bandaranayake fue acusada de varios cargos, incluyendo irregularidades financieras y de interferir en los asuntos judiciales, los cuales ella ha negado. La acusación siguió una serie de fallos en contra del gobierno por parte de la Corte Suprema de Justicia, entre ellos uno contra un proyecto de ley propuesto por Basil Rajapaksa, hermano del presidente Rajapaksa. Bandaranayake se ha negado a reconocer la acusación y grupos de abogados se han negado trabajar con cualquier nuevo Presidente del Tribunal Supremo, lo que resulta en una crisis constitucional potencial. El polémico juicio político de Bandaranayake ha atraído muchas críticas y la preocupación de dentro y fuera de Sri Lanka.

## Antecedentes
Bandaranayake fue nombrada a la Corte Suprema de Justicia el 30 de octubre de 1996 por la presidenta Chandrika Kumaratunga. En 2011, el presidente Mahinda Rajapaksa designado a Bandaranayake como Presidenta del Tribunal Supremo, en reemplazo de Asoka de Silva, quien se retiró el 17 de mayo de 2011. Ella tomó su juramento ante el presidente Rajapaksa, el 18 de mayo de 2011.

### Ley Divi Neguma
El proyecto de Ley Divi Neguma fue publicado en The Sri Lanka Gazette el 27 de julio de 2012. El proyecto de ley lo establece el Departamento de Desarrollo Divi Neguma mediante la fusión de la Autoridad Samurdhi de Sri Lanka, el sur de la Autoridad de Desarrollo de Sri Lanka y la Autoridad de Desarrollo Udarata, y ha creado numerosas organizaciones comunitarias, bancos y sociedades bancarias. El Departamento de Desarrollo Divi Neguma sería controlado por el Ministerio de Desarrollo Económico, encabezado por el hermano del presidente Rajapaksa, Basil Rajapaksa y llevaría a cabo actividades de desarrollo. De acuerdo con la Constitución de Sri Lanka, la mayoría de las actividades de desarrollo se transfieren a los consejos provinciales. En agosto de 2012 el gobierno de Sri Lanka puso el proyecto de ley ante el Parlamento. La constitucionalidad del proyecto de ley fue cuestionada tanto por las cuatro peticionarios sobre tres peticiones ante la Corte Suprema. El tribunal (Bandaranayake, Priyasath Dep y Eva Wanasundera) se reunió el 27 y 28 de agosto de 2012, para oír las peticiones. Chamal Rajapaksa, otro hermano del presidente Rajapaksa, anunció determinaciones de la Corte Suprema ante el Parlamento el 18 de septiembre de 2012: el proyecto de ley se refería a los asuntos establecidos en la provincial lista del consejo y por lo tanto no puede convertirse en ley a menos que haya sido remitido a cada consejo provincial. Los Alianza de Libertad del Pueblo Unido, el partido del presidente Rajapaksa, controlaron ocho de los nueve consejos provinciales y entre el 25 de septiembre de 2012 y 3 de octubre de 2012 los ocho aprobaron el proyecto de ley Divi Neguma. El noveno consejo provincial, en el norte, no había estado funcionando como un órgano elegido desde su creación en 2007. El proyecto de ley fue aprobado por el Gobernador G. A. Chandrasiri de la Provincia Norte que había sido nombrado por el presidente Rajapaksa.
El proyecto de ley luego volvió al parlamento y otras once peticiones fueron presentadas ante el Tribunal Supremo desafiando la constitucionalidad del proyecto de ley. Entre estas peticiones fue presentado un archivo el 4 de octubre de 2012 por el diputado de la oposición Mavai Senathirajah cuestionando la legalidad de Chandrasiri para aprobar el proyecto de ley. El tribunal (Bandaranayake, N. G. Amaratunga y K. Sripavan) se reunió los días 18, 22 y 23 de octubre de 2012 al escuchar las peticiones. Las determinaciones de la Corte Suprema fueron pasados al presidente el 31 de octubre de 2012. Chamal Rajapaksa anunció determinaciones de la Corte Suprema ante el Parlamento el 6 de noviembre de 2012: la cláusula 8 (2) era inconstitucional y debía ser aprobada por un referéndum, doce demás cláusulas eran incompatibles con la Constitución y debía ser aprobada por mayoría calificada (dos tercios) del Parlamento, el gobernador de la Provincia Norte no tiene la facultad de aprobar el proyecto de ley, por lo que el Parlamento debía aprobar la ley por mayoría especial.
La modificación del proyecto de ley Divi Neguma fue aprobada por el Parlamento el 8 de enero de 2013 con la requerida mayoría de dos tercios.

## Acusación
Un movimiento de acusación contra la presidenta Justicia Bandaranayake firmada por 117 diputados fue entregado al Altavoz del Parlamento Chamal Rajapaksa el 1 de noviembre de 2012, al día siguiente de las determinaciones de la Corte Suprema sobre el proyecto de ley Divi Neguma se pasaran al presidente. Chamal Rajapaksa reveló los 14 cargos en su contra de Bandaranayake el 6 de noviembre de 2012 que incluye no revelar los intereses financieros, el abuso de poder y haciendo caso omiso de la Constitución. Bandaranayake negó los cargos.

### Comisión parlamentaria
Once miembros del comité parlamentario selecto (PSC), que consta de siete parlamentarios oficialistas y cuatro diputados de la oposición fue nombrado para escuchar los cargos de acusación. Audiencias de impugnación se efectuaron el 23 de noviembre de 2012, 4 y 6 de diciembre de 2012 cuando Bandaranayake salió de la audiencia. Los diputados de la oposición se retiraron del PSC, el 7 de diciembre de 2012. El informe del PSC se presentó al Parlamento el 8 de diciembre de 2012. El PSC encontró que tres de los cinco cargos contra Bandaranayake habían sido probados y esto fue suficiente para sacarla de su cargo. Fue declarada culpable de conducta deshonesta en una transacción inmobiliaria (1º cargo), tener cuentas bancarias no declaradas (4º cargo) y los conflictos de interés en un caso judicial que involucraba a su marido (5º cargo). Ella fue encontrada no culpable de los cargos segundo y tercero, y los restantes nueve cargos fueron desestimados por el PSC. Diputados de la oposición han rechazado el informe de PSC, diciendo: "Esto no fue una investigación, fue una inquisición". El informe del PSC les fue enviado al presidente Rajapaksa.
La Corte Suprema falló el 3 de enero de 2013 debido a que el PSC no tiene poder para investigar las acusaciones contra la presidenta del tribunal y el juicio político por lo tanto inconstitucional.
Bandaranayake apeló contra el PSC y el 7 de enero de 2013, el Tribunal de Apelación anuló los resultados del PSC. Dos jueces del Tribunal de Apelación, S. Sriskandarajah y Anil Goonarathne, posteriormente recibieron amenazas de muerte.

### Movimiento de la acusación y la separación del cargo
El gobierno hizo caso omiso de la Corte Suprema y la Corte de apelación de las resoluciones y siguió adelante con el juicio político. El movimiento de la acusación contra Bandaranayake fue debatido por el Parlamento el 10 y 11 de enero de 2013. La moción fue aprobada por el Parlamento con 155 diputados que votaron a favor y 49 diputados votaron en contra. Diputados de la oposición describieron el movimiento de la acusación como defectuoso y por lo tanto no es válido.
Bandaranayake fue destituida de su cargo el 13 de enero de 2013, después que el presidente Mahinda Rajapaksa ratificó la moción de destitución aprobada por el Parlamento. Según algunos informes Rajapaksa le había ofrecido a Bandaranayake permitir retirarse, pero ella se había negado.